# AGM-122 Sidearm
AGM-122 Sidearm var en anti-radarrobot utvecklad vid Naval Air Weapons Station China Lake och tillverkad av Motorola under andra hälften av 1980-talet. Den var tänkt som ett lättare och billigare alternativ till AGM-88 HARM men mer kapabel än AGM-45 Shrike. Den kom främst att användas av attackhelikoptrar som självförsvarsvapen mot taktiska luftvärnssystem.

## Utveckling
AIM-9C var en variant av AIM-9 Sidewinder med semiaktiv radarmålsökare som utvecklats för att ge Vought F-8 Crusader allvädersförmåga. Det var den enda varianten av Sidewinder som inte hade IR-målsökare och den ersattes snart av modernare versioner av Sidewinder samt AIM-7 Sparrow. USA:s flotta hade dock ett lager på flera hundra AIM-9C och gav Naval Ordnance Test Station (NOTS) i uppdrag av att utveckla ett mer användbart vapen av dem. Man bytte ut den smalbandiga mottagaren mot en bredbandig mottagare samt motor och fenor från modernare Sidewinders. Resultatet blev en lätt och billig anti-radarrobot som var helt kompatibel med Sidewinder och kunde avfyras från samma LAU-7 vapenbalk som Sidewinder. Den var mindre avancerad än AGM-88 HARM, men den var effektiv mot taktiska luftvärnssystem som 9K33 Osa och ZSU-23-4.
När hela lagret av 700 stycken AIM-9C hade byggts om 1990 föreslog NOTS en mer avancerad variant kallad AGM-122B med programmerbart minne, men flottan valde att inte gå vidare med en ny version.

## Användning
AGM-122 har burits av USMC:s Super Cobra-helikoptrar och Harrier II-flygplan under Gulfkriget och operation Southern Watch, men ingen har avfyrats mot något mål.